# Lee Seung-jae
Lee Seung-jae (kor. 이승재; ur. 6 kwietnia 1982 w Daegu) – południowokoreański łyżwiarz szybki, specjalizujący się w short tracku, wielokrotny mistrz  świata seniorów i juniorów, reprezentant Korei Południowej na zimowych igrzyskach olimpijskich w Salt Lake City.

## Przebieg kariery
W 1998 brał udział w mistrzostwach świata juniorów, na nich wywalczył złoty medal w trzech konkurencjach: 1000 m, superfinale 1500 m, a także wieloboju.
30 października 1998 po raz pierwszy w karierze stanął na podium konkursu Pucharu Świata, zajmując 3. pozycję w konkursie biegu na dystansie 1500 metrów. W 1999 zadebiutował na mistrzostwach świata seniorów, na rozgrywanej w Sofii imprezie sportowej udało mu się wywalczyć srebrny medal w konkurencji biegu sztafet.
W 2001 roku na rozegranych w Warszawie mistrzostwach świata juniorów wywalczył kolejnych pięć medali. Były to trzy złote medale w konkurencjach biegowych na 1000 i 1500 metrów, a także w wieloboju – dodatkowo w finale biegu na 1000 metrów uzyskał czas 1:28,220 będący nowym rekordem świata juniorów. Koreańczyk wywalczył też srebro w superfinale na dystansie 1500 metrów i brąz w sztafecie.
W 2002 zdobył pierwszy w karierze złoty medal mistrzostw świata, wywalczył go on w konkurencji biegu sztafet. Ponadto w tym samym roku, jedyny raz w karierze wziął udział w zimowych igrzyskach olimpijskich. W ramach olimpijskich zmagań w Salt Lake City, wystartował w konkurencjach biegu na 500 m i sztafet, w obu z nich został zdyskwalifikowany już w pierwszej fazie zmagań.
Po raz ostatni w zawodach międzynarodowych wziął udział w listopadzie 2009 roku, startując w konkursie sztafet 5000 m rozegranym w ramach Pucharu Świata w Marquette.
Koreańczyk w swojej karierze zdobywał także medale na zimowych igrzyskach azjatyckich w Aomori i zimowej uniwersjadzie w Zakopanem. Zdobywał również medale w pięciu edycjach drużynowych mistrzostw świata.

## Osiągnięcia
| Rok | Zawody                       | Miasto           | Miejsce | Konkurencja        | Wynik    | Źródło       |
| --- | ---------------------------- | ---------------- | ------- | ------------------ | -------- | ------------ |
| 1998 | Mistrzostwa świata juniorów  | Saint Louis      | 6.      | 500 m              | 0:45,280 | [ 3 ]        |
| 1998 | Mistrzostwa świata juniorów  | Saint Louis      | 1.      | 1000 m             | 1:32,329 | [ 3 ]        |
| 1998 | Mistrzostwa świata juniorów  | Saint Louis      | 4.      | 1500 m             | 2:34,595 | [ 3 ]        |
| 1998 | Mistrzostwa świata juniorów  | Saint Louis      | 1.      | superfinał, 1500 m | 2:24,934 | [ 3 ]        |
| 1998 | Mistrzostwa świata juniorów  | Saint Louis      | 1.      | wielobój           | 11       | [ 3 ]        |
| 1999 | Mistrzostwa świata           | Sofia            | 23.     | 500 m              | 0:44,464 | [ 6 ]        |
| 1999 | Mistrzostwa świata           | Sofia            | 10.     | 1000 m             | 1:33,678 | [ 6 ]        |
| 1999 | Mistrzostwa świata           | Sofia            | 15.     | 1500 m             | 2:31,038 | [ 6 ]        |
| 1999 | Mistrzostwa świata           | Sofia            | 19.     | wielobój           | 0 (120)  | [ 6 ]        |
| 1999 | Mistrzostwa świata           | Sofia            | 2.      | sztafeta           | 7:09,725 | [ 6 ]        |
| 1999 | Drużynowe mistrzostwa świata | Saint Louis      | 5.      | n/a                | 25       | [ 18 ]       |
| 2000 | Mistrzostwa świata           | Sheffield        | 6.      | sztafeta           | 7:09,561 | [ 19 ]       |
| 2000 | Drużynowe mistrzostwa świata | Haga             | 2.      | n/a                | 46       | [ 13 ]       |
| 2001 | Mistrzostwa świata           | Jeonju           | 14.     | 500 m              | 0:44,043 | [ 20 ]       |
| 2001 | Mistrzostwa świata           | Jeonju           | 5.      | 1000 m             | 1:34,357 | [ 20 ]       |
| 2001 | Mistrzostwa świata           | Jeonju           | 5.      | 1500 m             | 2:28,432 | [ 20 ]       |
| 2001 | Mistrzostwa świata           | Jeonju           | 9.      | wielobój           | 5        | [ 20 ]       |
| 2001 | Mistrzostwa świata           | Jeonju           | 8.      | sztafeta           | DSQ      | [ 20 ]       |
| 2001 | Mistrzostwa świata juniorów  | Warszawa         | 5.      | 500 m              | 0:43,400 | [ 8 ]        |
| 2001 | Mistrzostwa świata juniorów  | Warszawa         | 1.      | 1000 m             | 1:28,220 | [ 8 ]        |
| 2001 | Mistrzostwa świata juniorów  | Warszawa         | 1.      | 1500 m             | 2:29,845 | [ 8 ]        |
| 2001 | Mistrzostwa świata juniorów  | Warszawa         | 2.      | superfinał, 1500 m | 2:30,528 | [ 8 ]        |
| 2001 | Mistrzostwa świata juniorów  | Warszawa         | 1.      | wielobój           | 94       | [ 8 ]        |
| 2001 | Mistrzostwa świata juniorów  | Warszawa         | 3.      | sztafeta           | DSQ      | [ 8 ] [ 21 ] |
| 2001 | Drużynowe mistrzostwa świata | Nobeyama         | 3.      | n/a                | 26       | [ 14 ]       |
| 2002 | Zimowe igrzyska olimpijskie  | Salt Lake City   | –       | 500 m              | DSQ      | [ 11 ]       |
| 2002 | Zimowe igrzyska olimpijskie  | Salt Lake City   | –       | sztafeta           | 0        | [ 11 ]       |
| 2002 | Mistrzostwa świata           | Montreal         | 10.     | 500 m              | DSQ      | [ 10 ]       |
| 2002 | Mistrzostwa świata           | Montreal         | 5.      | 1000 m             | DSQ      | [ 10 ]       |
| 2002 | Mistrzostwa świata           | Montreal         | 5.      | 1500 m             | 2:33,763 | [ 10 ]       |
| 2002 | Mistrzostwa świata           | Montreal         | 9.      | wielobój           | 5        | [ 10 ]       |
| 2002 | Mistrzostwa świata           | Montreal         | 1.      | sztafeta           | 7:10,751 | [ 10 ]       |
| 2002 | Drużynowe mistrzostwa świata | Milwaukee        | 3.      | n/a                | 34       | [ 15 ]       |
| 2003 | Mistrzostwa świata           | Warszawa         | 8.      | 500 m              | DSQ      | [ 22 ]       |
| 2003 | Mistrzostwa świata           | Warszawa         | 4.      | 1000 m             | 1:28,599 | [ 22 ]       |
| 2003 | Mistrzostwa świata           | Warszawa         | 3.      | 1500 m             | 2:25,390 | [ 22 ]       |
| 2003 | Mistrzostwa świata           | Warszawa         | 6.      | 3000 m             | 5:00,017 | [ 22 ]       |
| 2003 | Mistrzostwa świata           | Warszawa         | 6.      | wielobój           | 24       | [ 22 ]       |
| 2003 | Mistrzostwa świata           | Warszawa         | 1.      | sztafeta           | 6:55,975 | [ 22 ]       |
| 2003 | Drużynowe mistrzostwa świata | Sofia            | 2.      | n/a                | 36       | [ 16 ]       |
| 2004 | Mistrzostwa świata           | Göteborg         | 8.      | 500 m              | DSQ      | [ 23 ]       |
| 2004 | Mistrzostwa świata           | Göteborg         | 5.      | 1000 m             | DSQ      | [ 23 ]       |
| 2004 | Mistrzostwa świata           | Göteborg         | 4.      | 1500 m             | 2:16,837 | [ 23 ]       |
| 2004 | Mistrzostwa świata           | Göteborg         | 1.      | sztafeta           | 6:48,133 | [ 23 ]       |
| 2004 | Drużynowe mistrzostwa świata | Sankt Petersburg | 1.      | n/a                | 42       | [ 17 ]       |
| Pochyloną czcionką oznaczono wynik z ostatniego etapu danej konkurencji, z udziałem tego samego zawodnika/zawodników, z wykluczeniem etapu finałowego. Wartości cyfrowe podawane w nawiasie, w wynikach uzyskiwanych w konkurencji wieloboju, oznaczają sumę pozycji zajmowanych w klasyfikacji końcowej na dystansie 500, 1000 i 1500 metrów. Wartość PEN oznacza karę, której działanie jest praktycznie tożsame z dyskwalifikacją. |                              |                  |         |                    |          |              |